# Arthur (Or the Decline and Fall of the British Empire)
Az 1969-es Arthur (Or the Decline and Fall of the British Empire) a The Kinks hetedik nagylemeze. Eredetileg egy televíziós műsor zenéjének íródott, ám a műsor sosem készült el.
Szerepel az 1001 lemez, amit hallanod kell, mielőtt meghalsz című könyvben.

## Az album dalai

### Eredeti kiadás
| 1. | Victoria          | Ray Davies | 3:40 |
| 2. | Yes Sir, No Sir   | Ray Davies | 3:46 |
| 3. | Some Mother's Son | Ray Davies | 3:25 |
| 4. | Drivin'           | Ray Davies | 3:21 |
| 5. | Brainwashed       | Ray Davies | 2:34 |
| 6. | Australia         | Ray Davies | 6:46 |

| 1. | Shangri-La                              | Ray Davies | 5:20 |
| 2. | Mr. Churchill Says                      | Ray Davies | 4:42 |
| 3. | She's Bought a Hat Like Princess Marina | Ray Davies | 3:07 |
| 4. | Young and Innocent Days                 | Ray Davies | 3:21 |
| 5. | Nothing to Say                          | Ray Davies | 3:08 |
| 6. | Arthur                                  | Ray Davies | 5:27 |

### Bónuszdalok (1998-as és 2004-es kiadás)
|     | Cím                                                | Szerző(k)   | Hossz |
| --- | -------------------------------------------------- | ----------- | ----- |
| 13. | Plastic Man (mono mix)                             | Ray Davies  | 3:04  |
| 14. | King Kong (mono mix)                               | Ray Davies  | 3:23  |
| 15. | Drivin' (mono mix)                                 | Ray Davies  | 3:12  |
| 16. | Mindless Child of Motherhood (mono mix)            | Dave Davies | 3:16  |
| 17. | This Man He Weeps Tonight (mono mix)               | Dave Davies | 2:42  |
| 18. | Plastic Man (alternatív sztereo mix)               | Ray Davies  | 3:04  |
| 19. | Mindless Child of Motherhood (sztereo mix)         | Dave Davies | 3:16  |
| 20. | This Man He Weeps Tonight (sztereo mix)            | Dave Davies | 2:42  |
| 21. | She's Bought a Hat Like Princess Marina (mono mix) | Ray Davies  | 3:07  |
| 22. | Mr. Shoemaker's Daughter                           | Dave Davies | 3:08  |

## Közreműködők
- Mick Avory – dobok, ütőhangszerek
- John Dalton – basszusgitár, háttérvokál
- Dave Davies – szólógitár, háttérvokál, „screaming”
- Ray Davies – ének, ritmusgitár, billentyűk (csembaló és zongora)

## Helyezések

### Album
| Év   | Billboard | Cash Box | Record Retailer |
| ---- | --------- | -------- | --------------- |
| 1969 | 105       | 53       | 50              |

### Kislemezek
| Év                                                 | Cím         | Legjobb helyezés | Legjobb helyezés | Legjobb helyezés |
| Év                                                 | Cím         | UK               | US               | NL               |
| -------------------------------------------------- | ----------- | ---------------- | ---------------- | ---------------- |
| 1969                                               | Plastic Man | 28               | —                | 17               |
| 1969                                               | Drivin'     | —                | —                | —                |
| 1969                                               | Shangri-la  | —                | —                | 27               |
| 1969                                               | Victoria    | 30               | 62               | —                |
| a "—" a listára fel nem jutott kislemezeket jelöli |             |                  |                  |                  |